# Melis Stoke

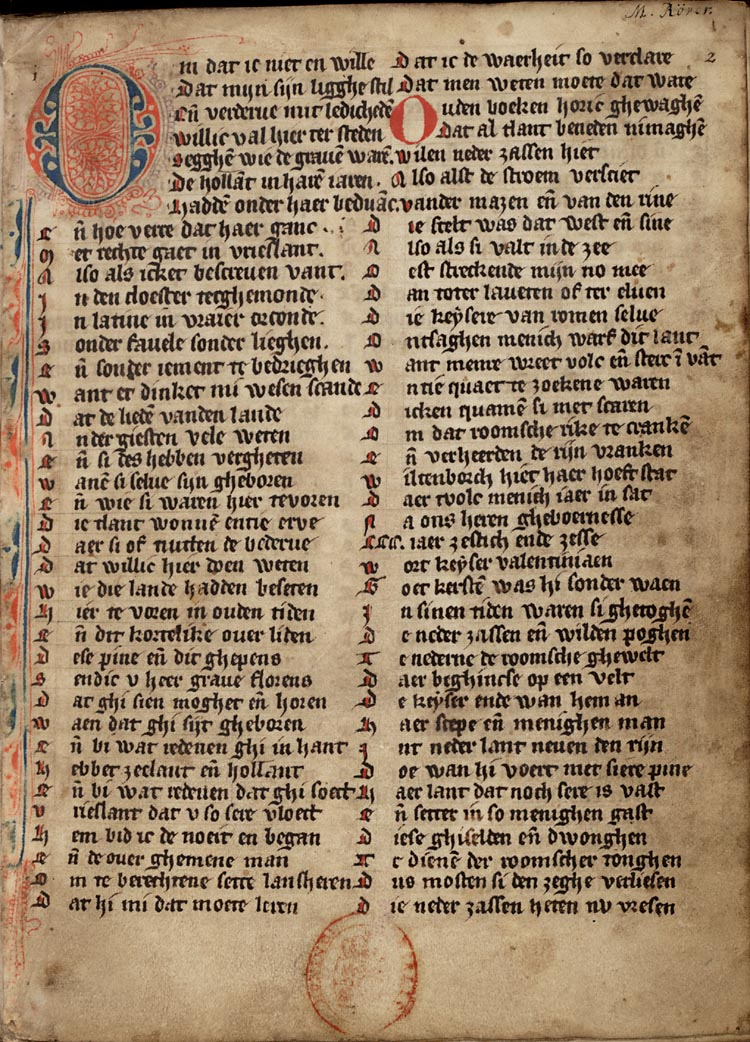
Première page du Rijmkroniek de Stoke.

Melis Stoke, né vers 1235 et mort vers 1305, est un écrivain néerlandais du XIIIe siècle.
Stoke est probablement né en Zélande vers 1235. Il a commencé à écrire une chronique en rime en moyen néerlandais pour le comte de Hollande. Son œuvre la plus connue est le Rijmkroniek, une chronique en rime et l’un des premiers livres en néerlandais, dans laquelle il conte l’histoire de Florent V (1254-1296). Ses informations sont basées sur ses propres observations en tant que clerc au service de Florent V, des témoignages recueillis et des sources écrites. Il a probablement appris à lire et écrire au monastère. Il a aussi été au service de la ville de Dordrecht.